# Vortex (série télévisée)
Production
Diffusion
Vortex est une série télévisée franco-belge réalisée par Slimane-Baptiste Berhoun d'après un scénario de Camille Couasse et Sarah Farkas, et diffusée en Suisse sur RTS 1 à partir du 25 décembre 2022, en Belgique sur Tipik à partir du 27 décembre 2022 et en France sur France 2 à partir du 2 janvier 2023.

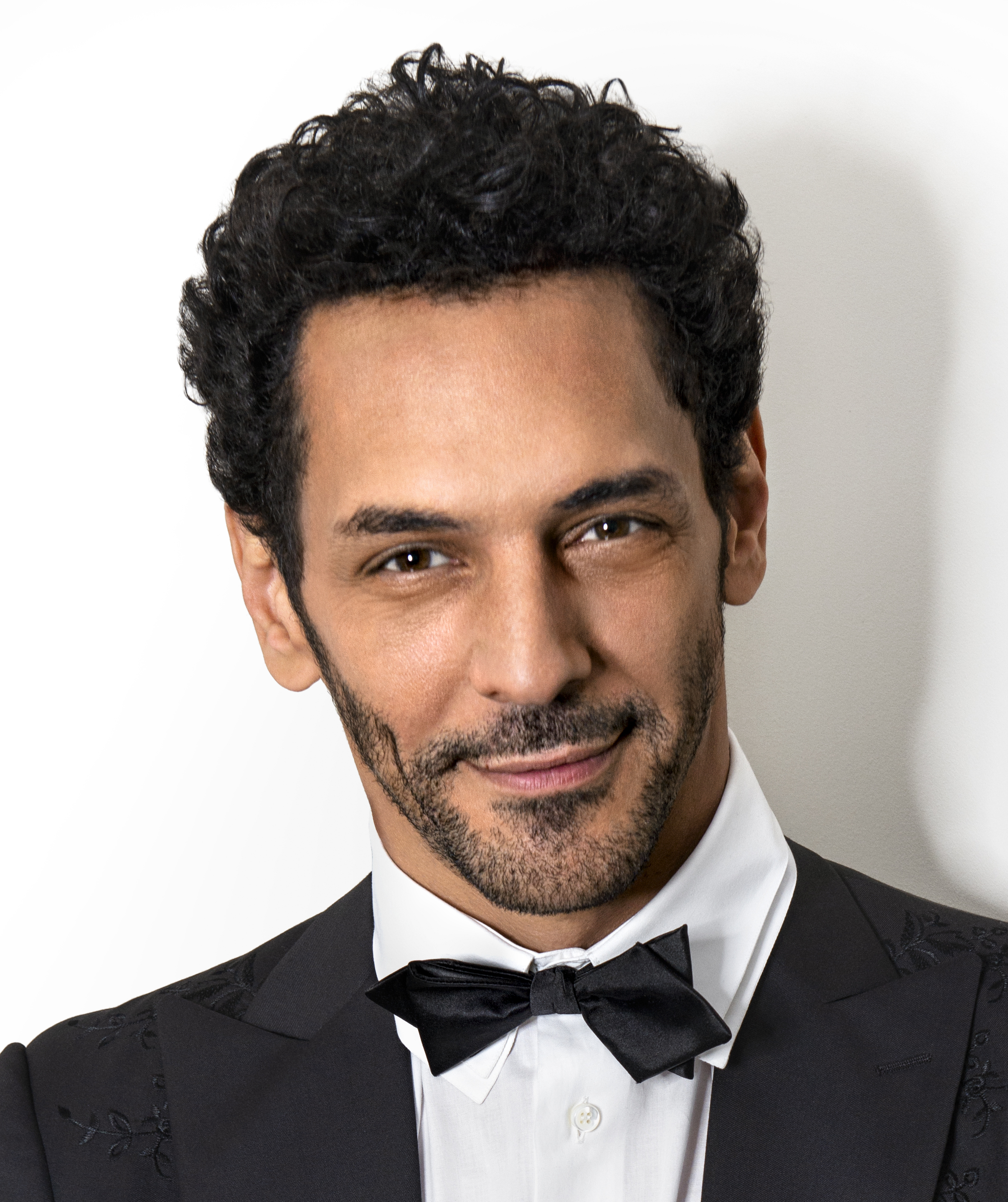
Tomer Sisley.

Cette série policière de science-fiction est une coproduction de Quad Drama, AT-Production et la RTBF (télévision belge).
Elle a reçu le prix de la meilleure musique au Festival de la fiction de La Rochelle 2022.

## Synopsis
En 2025, Ludovic, 52 ans, commandant au service régional de police judiciaire (SRPJ) de Brest en Bretagne, a refait sa vie avec Parvana après avoir perdu sa première épouse Mélanie en 1998 dans un accident,,,.
Mélanie, qui était juge d'instruction au tribunal de grande instance de Brest, est décédée le 19 juillet 1998, une semaine après la victoire des Bleus en finale de la Coupe du Monde : elle a été retrouvée morte sur la plage de Corsen à Plouarzel, après une chute probable depuis les falaises de la pointe de Corsen où elle faisait son jogging tôt le matin.
27 ans plus tard, le 7 juillet 2025, une femme nommée Zoé Levy est retrouvée morte sur la même plage : les commandants Ludovic Béguin et Nathan Leroy inspectent la scène de crime, assistés de la PTS et de drones qui cartographient la plage depuis les airs. Mais le soir, alors que Ludovic procède à la reconstitution de la scène de crime dans la salle de réalité virtuelle du SRPJ de Brest, un bug ouvre soudain une faille temporelle,,, et, dans la reconstitution de la scène de crime du 7 juillet 2025, il aperçoit soudain Mélanie en train de courir sur la plage le 7 juillet 1998.
Il lui parle et lui apprend qu'elle va bientôt mourir mais Mélanie, confrontée à un homme nettement plus âgé qu'elle, croit à un canular et refuse de le croire. Ludovic lui prédit alors que Thuram va marquer deux buts contre la Croatie durant la demi-finale de coupe du Monde le 8 juillet 1998. Il l'implore de quitter Brest avant le 19 juillet 1998 afin de changer son destin et d'éviter la mort mais Mélanie doute qu'il soit possible de modifier le futur. Afin de savoir si c'est possible, Ludovic lui propose un test. Il possède une photo de groupe prise le soir du 8 juillet 1998 avec tous les copains qui s'étaient rassemblés chez Nathan pour assister à la demi-finale : si Mélanie ne va pas chez Nathan ce soir-là, Ludovic pourra vérifier si Mélanie est effacée de la photo, comme dans Retour vers le futur.
Mélanie reste chez elle pour assister à la demi-finale avec sa copine Florence et est atterrée de constater la victoire des Bleus avec 2 buts marqués par Lilian Thuram comme annoncé par Ludovic. Convaincue, Mélanie le retrouve sur la plage le 9 juillet : Ludovic lui confirme qu'elle a disparu de la photo et insiste pour qu'elle quitte Brest, puisqu'il est maintenant démontré qu'ils peuvent changer le cours des choses.
Mais Ludovic constate ensuite avec effarement qu'ils sont en train de déclencher une série d'effets papillon : ce dernier a soudain une nouvelle commissaire sortie de nulle part, la date du décès de Mélanie sur son dossier judiciaire avance de deux jours, Nathan n'est plus marié avec Florence, qu'il avait rencontrée lors de la demi-finale 27 ans plus tôt, et les enfants de Nathan et Florence n'existent donc plus.
Affolé, Ludovic explique à Mélanie qu'il risque de perdre sa seconde femme Parvana et Sam, son fils de 10 ans, s'ils continuent de changer le cours de l'histoire. Il la supplie donc de le quitter en 1998 si elle survit car c'est la seule solution pour qu'il épouse Parvana plusieurs années après et que son fils vive : d'abord réticente, Mélanie finit par lui promettre de le quitter le 17 juillet 1998, juste avant sa mort annoncée.
Le 12 juillet 1998, tous les copains sont réunis chez Mélanie et Ludovic pour assister à la finale. Chacun y va de son pronostic et la jeune femme annonce une victoire de la France par 3 buts à 0, provoquant l'hilarité de son mari. Réfugiée dans la chambre de son bébé Juliette, elle lui murmure que Maman ne sera bientôt plus là mais que Papa restera toujours près d'elle, avant d'entendre avec angoisse les cris de joie des copains qui confirment le score de la France.

## Distribution

### Famille de Ludovic
- Tomer Sisley : Ludovic Béguin, commandant au service régional de police judiciaire de Brest
- Camille Claris : Mélanie, la femme de Ludovic en 1998, juge d'instruction au tribunal de grande instance de Brest
- Anaïs Parello : Juliette, la fille de Ludovic et Mélanie en 2025, gynécologue au Centre hospitalier régional universitaire
- Zineb Triki : Parvana Rabani, la femme de Ludovic en 2025, infirmière au Centre hospitalier régional universitaire
- Maxime Gueguen : Sam, le fils de Ludovic et Parvana en 2025
- Julia Oberlinkels : Parvana Rabani jeune, réfugiée afghane en 1998 (épisode 3)

### Famille de Nathan
- Éric Pucheu : Nathan Leroy, commandant au service régional de police judiciaire de Brest
- Sandrine Salyères : Florence Leroy, la greffière de Mélanie en 1998 et la femme de Nathan en 2025
- Simone Peinado-Barré : Romane Leroy, la fille de Nathan et Florence en 2025 (épisodes 1 et 6)
- Lucas Gérard : Lucien Leroy, le fils de Nathan et Florence en 2025 (épisodes 1 et 6)

### Police judiciaire de Brest
Outre Ludovic et Nathan :
- Juliette Plumecocq-Mech : Agathe Burtin, la technicienne VR
- Léo Chalié : la brigadière Kim Jaguin
- Évelyne El Garby-Klaï : la commissaire Yasmine Ben Salem en 2025
- Marc Andreoni : le commissaire Le Goff
- Valentin Riot-Sarcey : Bruno

### Palais de justice de Brest
- Julien Floreancig : le procureur Nicolas Orsat
- Sébastien Nivault : le procureur Battesti (épisodes 1 et 2)
- Lety Pardalis : le juge Ifrah (épisode 3)

### Autres personnages

#### Personnages récurrents
- Ludovik : Hector Delavigne
- Yunna Le Boulicaut : Noémie, la concubine de Juliette en 2025 (épisodes 1, 5 et 6)
- Christophe Grégoire : le commandant Tanguy (épisodes 2 et 3)
- Fabienne  Rocaboy : Anne-Laure Clovin (épisodes 1 et 2)
- Gaspard Delhaye-Mowat : Guillaume Delavigne, fils d'Hector, en 2025 (épisodes 5 et 6)
- Mewen Vargac Le Labousse : Louis Delavigne, fils d'Hector, en 2025 (épisodes 5 et 6)

#### Personnages non récurrents
- Yvan Cariou : le père de Lison (épisode 1)
- Nikita Faulon : Nolwenn Gakou, une victime (épisode 3)
- Victor Leblond : Sébastien Brisset, un suspect (épisode 3)
- Frédérique Tirmon : Madame Brisset (épisode 3)
- Cathy Cerda : Madame Prigent (épisode 4)

## Production

### Genèse et développement
Cette série policière de science-fiction est une coproduction de Quad Drama, AT-Production et la RTBF (télévision belge),,,, réalisée pour France 2 avec le soutien de la région Bretagne et de la région Île-de-France,,, et la participation de la RTS (télévision suisse).
La série a été imaginée par l'écrivain Franck Thilliez, et écrite par Camille Couasse et Sarah Farkas, en collaboration avec Marine Lachenaud, Guillaume Cochard et Louis Aubert,,,,,.
Lors du Festival de la fiction de La Rochelle 2022, Camille Couasse et Sarah Farkas confient à la RTBF : « C'est bien que les séries de science-fiction, d'anticipation francophones se développent. C'est un genre assez magique au niveau de l'écriture. (…) Cela fait 10 ans qu'on travaille ensemble, mais Vortex est la première série qu'on a écrite ensemble. (…) On voulait une série authentique, qui fasse « vrai » et surtout qui soit drôle et touchante à la fois ».

### Attribution des rôles
Les rôles principaux sont attribués à Tomer Sisley et Camille Claris, qui joue la femme de Ludovic morte en 1998.
Tomer Sisley s'est confié aux rédacteurs du site Toutelatele sur les dangers à tourner dans une série aussi inattendue : « On prend beaucoup plus de risques sur le registre fantastique, c'est casse-gueule. On ne peut pas se tromper sinon il ne nous reste plus rien. Pour les effets de la réalité virtuelle, c'était risqué, car on n'a pas l'habitude d'exceller avec ça en France ». Concernant plus spécifiquement son personnage, il confie : « Il fallait une histoire particulièrement chargée émotionnellement, mais il y a peu d'endroits où le personnage, Ludovic, peut exprimer sa détresse ».
De son côté, Camille Claris insiste sur le caractère émotionnel de la série : « On a tourné des scènes assez longues comme si on était au théâtre. La scène de la plage qui dure dix minutes par exemple. J'ai travaillé sur une première émotion à partir de laquelle je pouvais jouer la prochaine. J'ai fait un travail d'écriture de mes émotions pour ne pas qu'elles ne me fassent peur. Avec Tomer, on avait envie de se croire émotionnellement ».
Le réalisateur Slimane-Baptiste Berhoun explique : « Il y a un besoin de pédagogie pour expliquer l'histoire aux téléspectateurs cet univers fantastique avec ses règles. Les deux époques obligent à un rajeunissement numérique et à un vieillissement de l'acteur ».

### Tournage
Le tournage de la série se déroule du 18 août au 8 octobre 2021 sur la plage de Corsen dans le Finistère et à Brest en Bretagne pour se continuer jusqu'au 7 décembre 2021 en Île-de-France,,,.
Dans la cité du Ponant, des images ont été tournées en une quarantaine de lieux comme, par exemple, le port de commerce, le café des Quatre vents, le pont de Recouvrance, le stade de la Cavale-Blanche, le tribunal, l'Université de médecine, l'hôpital du Morvan et la place Guérin,. Des scènes ont également été tournées dans des communes des environs de Brest comme Landunvez, Plouarzel et Porspoder, Ploudaniel,. Des techniciens, prestataires, comédiens et figurants bretons ont participé au tournage et travaillé sur la série.
La production a décidé de ne pas avoir recours au tournage sur fond vert (comme c'est souvent le cas) pour miser sur la VR avec la technique du « volume ». Cette pratique a d'ailleurs été utilisée pour la première fois pour la série évènement Disney+ The Mandalorian (qui se passe dans l'univers de la saga Star Wars),. Le décor est diffusé sur un mur circulaire d'écrans LED, permettant une immersion totale des comédiens et des spectateurs dans l'intrigue,.
C'est la première fois que cette très jeune technologie est utilisée à cette échelle en France, où elle n'était jusqu'alors utilisée qu'à la marge pour des séquences d'action, de courses-poursuites en voiture.
Pour tourner les scènes de VR, Tomer Sisley a passé le mois de novembre 2021 dans les studios d'Épinay, ceux de Thierry la Fronde : « Nous sommes face à une révolution technologique, comparable au bond en avant qu'a permis la caméra numérique. Tout cela a moins de trois ans et demi ! » souligne l'acteur.

### Fiche technique
- Titre français : Vortex
- Genre : Polar fantastique[1],[2],[6]
- Production : Iris Bucher et Roman Turlure[1],[6]
- Société de production : Quad Drama, AT-Production et la RTBF (télévision belge)[5],[6]
- Réalisation : Slimane-Baptiste Berhoun[1],[9],[2],[12],[6]
- Scénario : Camille Couasse et Sarah Farkas[2],[3],[4]
- Musique : Audrey Ismael et Olivier Coursier[5],[17],[18],[19]
- Décors : Léa Philippon
- Costumes : Charlotte Vaysse
- Photographie : Pierre-Yves Bastard
- Son : Arnaud Trochu
- Montage : Pauline Rebière
- Maquillage : Stéphanie Guillon
- Studio de post-production : Fix Studio
- Pays de production :  France /  Belgique
- Langue originale : français
- Format : couleur
- Nombre de saisons : 1
- Nombre d'épisodes[1],[2],[3],[4] : 6
- Durée : 52 minutes[1],[2],[3],[4]
- Date de première diffusion :
  - Suisse : 25 décembre 2022 sur RTS 1[20]
  - Belgique : 27 décembre 2022 sur Tipik[7]
  - France : 2 janvier 2023 sur France 2[6]

## Accueil

### Audiences et diffusion

#### En Suisse
En Suisse, la série est diffusée les dimanches vers 22 h 30 sur RTS 1 par salve de deux épisodes du 25 décembre 2022 au 8 janvier 2023.

#### En Belgique
En Belgique, la série est diffusée les mardis vers 20 h 05 sur Tipik (la deuxième chaîne de la RTBF) par salve de deux épisodes du 27 décembre 2022 au 10 janvier 2023.
La série a atteint des chiffres d'audience très faibles (chaque fois inférieurs à 95 000 téléspectateurs environ), insuffisants pour figurer dans le tableau de chiffres d'audience publié quotidiennement par le site de mesure d'audience CIM.be,,.

#### En France
En France, la série est diffusée les lundis vers 21 h 10 sur France 2 par salve de deux épisodes du 2 au 16 janvier 2023.
Durant la journée du lundi 2 janvier 2023, France 2 rhabille son logo aux couleurs de 1998, en référence au personnage principal qui est aspiré dans une faille spatio-temporelle entre 2025 et 1998 : « Ce matin, notre logo est lui aussi tombé dans cette faille », explique la chaîne sur son compte Twitter.
| Épisode              | Diffusion             | Diffusion            | Audience moyenne          | Audience moyenne                       | Audience moyenne         | Audience moyenne | Réf.   |
| Épisode              | Jour                  | Horaire              | Nombre de téléspectateurs | Part de marché (sur les 4 ans et plus) | Part de marché (FRDA-50) | Classement       | Réf.   |
| -------------------- | --------------------- | -------------------- | ------------------------- | -------------------------------------- | ------------------------ | ---------------- | ------ |
| 1 et 2               | Lundi 2 janvier 2023  | 21 h 10 - 23 h 00    | 4 310 000                 | 21,3 %                                 | 16,9 %                   | 1re              | [ 25 ] |
| 3 et 4               | Lundi 9 janvier 2023  | 21 h 10 - 23 h 00    | 3 170 000                 | 16,2 %                                 | 11,9 %                   | 2e               | [ 26 ] |
| 5 et 6               | Lundi 16 janvier 2023 | 21 h 10 - 23 h 00    | 3 218 000                 | 16 %                                   | 9,5 %                    | 2e               | [ 27 ] |
|                      |                       |                      |                           |                                        |                          |                  |        |
| Moyenne de la saison | Moyenne de la saison  | Moyenne de la saison | 3 566 000                 | 17,8 %                                 | 12,8 %                   |                  | [ 28 ] |

- Les plus hauts chiffres d'audience
- Les plus bas chiffres d'audience

### Accueil critique
Pour le site Ciné Série « On est tout de suite happé par le rythme et le suspense de Vortex. Grâce à de très bons effets spéciaux, voir le Ludo de 2025 évoluer en 2025 comme le Ludo de 1998 se fait naturellement, et on circule entre les deux époques sans problème. Le petit côté Retour vers le futur (ou encore Fréquence interdite dont le pitch est bien plus proche) et ses conséquences sur le présent quand on influe sur le passé est bien amené. […] Ce qui est très réussi dans Vortex, c'est le ton. On est sur du drame, mais l'humour flegmatique n'est jamais loin, parfaitement incarné par Tomer Sisley. À l'instar de son personnage de médecin légiste de Balthazar, il apporte à la fois la distance et la tension nécessaires pour que le spectateur vive cette aventure incroyable à ses côtés. On croise aussi la toujours réjouissante Juliette Plumecocq dans le personnage de l'informaticienne Agathe. L'ambiance énigmatique de Vortex est complétée par la très bonne musique (primée au Festival de la fiction de La Rochelle) ».
Pour Alexandre Letren, du site VL-Media, « il faudra un peu plus qu'une barbe et des cheveux allongés pour qu'on croit que Tomer Sisley ait pu prendre 25 ans. Mais quand la série commence à devoir traiter les paradoxes temporels, elle devient très intéressante car elle "tord" son héros dans tous les sens, pris en étau entre des choix impossibles à faire. Et une nouvelle fois, choisir Tomer Sisley se révèle une excellente décision, tant le comédien habite littéralement ces héros torturés. À ses côtés, quel bonheur de retrouver l'incroyable Camille Claris (bien trop rare et qui "fête" cette année les 10 ans de sa participation sur France 2 à Clash), une "bulle d'émotion" qui illumine l'image et qui trouve ici un rôle à sa pleine mesure, où elle n'a aucun mal à être l'héroïne tragique de la partie "1998" ». Le rédacteur souligne également la prestation d'Anaïs Parello dans le rôle de leur fille, adulte en 2025, et de Juliette Plumecocq-Mech « qui trouve ici un rôle qui lui va si bien, pince sans rire et bons mots au programme, auxquels on ajoute une classe naturelle et qui nous fait penser un peu à Annie Girardot quand on la voit ». À part l'intrigue qu'il juge « très basique », Alexandre Letren apprécie le fait que « quand la série fait un pas de côté sur le polar et rejoint le drama, Vortex est très puissante dans les émotions et les échanges entre les personnages ».
Pour Télérama, la série aborde un thème classique (le voyage à travers le temps) sans faire grand cas « de la logique retorse des paradoxes temporels ». Si l'œuvre « réussit quelques belles scènes dans le présent », elle reste « noyée sous les mêmes séquences mécaniques et les mêmes tensions faciles, copiées-collées en boucle sur les grandes chaînes françaises ».
Pour le journal français Le Monde, la série, trop tributaire des codes habituels de l'audiovisuel public français, est un échec. « Le format de l'enquête télévisuelle, avec ses fausses pistes et ses évidences que l'on pressent bien avant les personnages, est à peine subverti par les interventions des personnages sur le cours du temps », écrit le quotidien, qui déplore que « l'injection d'une dose de science-fiction au genre policier ne suffi[se] pas à faire sortir cette mini-série de l'ornière ».
Pour Charles Martin, du magazine Première, Vortex prouve que les créateurs français maîtrisent de mieux en mieux le genre de science-fiction si longtemps réservé aux Anglo-Saxons : « Le pitch est un peu improbable, mais en réalité, il est très, très efficace. Le premier épisode de Vortex ne se perd pas en conjecture et déroule sans trembler son petit kiff spatio-temporel, qui tient parfaitement la route. Est-ce qu'on doit changer les drames du passé, parce qu'on le peut ? Ou nos malheurs d'hier ont-ils construit notre bonheur d'aujourd'hui ? Avec cette question méta-philosophique, Vortex, joue à merveille de l'effet papillon et forge un casse-tête délicieusement insoluble pour Tomer Sisley. Si l'aspect thriller - qui a tué sa femme ? - a tendance à tourner un peu en rond, c'est dans son troublant triangle amoureux impossible qui prend forme à travers le temps, que Vortex trouve toute sa force dramatique, grâce aux incarnations profondes et complexes de Camille Claris (l'épouse d'hier) et Zineb Triki (l'épouse d'aujourd'hui) ».
En décembre 2023, la rédaction d'Allociné classe la série Vortex en troisième position parmi les 10 meilleures nouvelles séries de 2023 avec une note de 4,085 / 5, ex æquo avec D'argent et de sang.

## Distinction
Le 17 septembre 2022, le jury du Festival de la fiction de La Rochelle 2022, présidé par la comédienne Sandrine Bonnaire, décerne le prix de la meilleure musique à Audrey Ismael et Olivier Coursier pour la musique de la série Vortex,,,,.

## Accusation de plagiat
Le 4 janvier 2023, deux jours après le début de la diffusion de la série sur France 2, le réalisateur Tony Chaslas dénonce un plagiat par le biais de son compte Twitter : « Je viens de découvrir la série de France Télé intitulée Vortex produite par Quad Drama avec Tomer Sisley qui semble s'être fortement inspirée de notre projet Gods Game / Rêve et Réalité »,,,. Il précise « Le hasard fait que j'ai proposé ma série deux fois à la production française Quad Drama. En 2019 puis en 2020. La première fois, ils voulaient plus de détails. La deuxième fois, j'ai eu une confirmation de réception et plus aucune nouvelle. Vortex a été tournée en 2021 »,.
Contactée par Télé-Loisirs, France 2 répond : « Les dates de conception et de développement de Vortex sont antérieures »,. Selon Télé-Loisirs, bien avant la polémique, lors de la présentation de la série à la presse le 30 novembre 2022, Iris Bucher, la présidente de Quad Drama, avait précisé que l'idée lui avait été apportée en 2015 par Franck Thilliez : « L'histoire se passait en 2015, dans un commissariat, avec un flic qui se rendait compte que son vieil ordinateur lui permettait de communiquer avec une collègue qui était au même endroit que lui en 1995. L'idée de Franck était super, avait affirmé la productrice devant les journalistes, mais il fallait la moderniser. Il manquait une dimension que personnellement j'adore et qui est un champ des possibles extraordinaire en fiction : celle de l'amour impossible, imaginée ensuite par Camille et Sarah »,,,,.

## Jeu Vortex VR
Pour accompagner la sortie de la série, France Télévisions propose un escape game en réalité virtuelle (VR) accessible gratuitement sur casque Meta Quest 2. C'est la première fois en France qu'une expérience immersive de cette envergure est proposée pour la promotion d'une série.
L'objectif du jeu, coécrit avec les scénaristes de la série, est d'élucider un crime en rassemblant des indices sur une plage. Le joueur n'aura que 20 minutes pour les collecter, avant que la marée ne recouvre totalement la scène de crime. A lui de fouiller les lieux et peut-être d'écouter les conversations de témoins encore présents.
L'acteur s'est prêté au jeu de la motion capture : ses mouvements et expressions faciales ont été captés et numérisés pour une réalisation la plus réaliste et immersive possible[source secondaire souhaitée].
Le réalisme des décors de l'escape game a été permis par une cartographie précise des 2 hectares de la plage de Corsen en Bretagne[source secondaire souhaitée]. Puis, ces éléments ont été modélisés en 3D pour la série et adaptés pour intégrer le jeu en réalité virtuelle.
Le jeu Vortex est actuellement sur le store Meta,,,,,,.